# Fredrik Jacobson
Fredrik „Freddie“ Jacobson (* 26. September 1974 in Molndal) ist ein schwedischer Profigolfer der nordamerikanischen PGA TOUR.
Er wurde 1994 Berufsgolfer und spielte die Saison 1995 auf der European Tour, wo er sich aber zunächst nicht behaupten konnte. Ab 1997 etablierte sich Jacobson in der erstklassigen europäischen Turnierserie, musste aber 160 Events verstreichen lassen, ehe ihm 2003 bei der Hong Kong Open der erste Sieg gelang. In derselben Saison folgten zwei weitere Erfolge, einer davon die hochdotierten und prestigeträchtigen Volvo Masters. Er beendete das Jahr mit einem vierten Platz in der European Tour Order of Merit (bestes Ergebnis eines Schweden zusammen mit Anders Forsbrand, 1992) und war der erste Schwede, der drei Titel in einer Spielzeit errungen hat. Im Jahr darauf stieg Jacobson in die US-amerikanische PGA TOUR ein, wo er seither gut mithält und am 26. Juni 2011 bei der Travelers Championship mit insgesamt nur einem gespielten Bogey auf 72 Löchern seinen ersten Turniersieg feiern konnte.
Er spielte im kontinentaleuropäischen Team in der Seve Trophy 2003 mit und war mit 4½ von fünf möglichen Punkten der Mannschaftsbeste. Die Teilnahme am Ryder Cup 2004 verpasste Jacobson, als er in den relevanten Ranglisten (Order of Merit und Golfweltrangliste) jeweils um einen Platz verwiesen wurde.
Fredrik Jacobson ist seit 2003 mit seiner Frau Erika verheiratet. Die beiden haben eine Tochter und ihren Wohnsitz in Monaco.

## US PGA Tour Siege
- 2011 Travelers Championship

## European Tour Siege
- 2003 Hong Kong Open, Portuguese Open, Volvo Masters

## Teilnahmen an Teambewerben
- World Cup (für Schweden): 2003, 2004
- Seve Trophy (für Kontinentaleuropa): 2003

## Resultate bei Major Championships
| Tournament        | 1998 | 1999 |
| ----------------- | ---- | ---- |
| Masters           | DNP  | DNP  |
| US Open           | DNP  | DNP  |
| Open Championship | T73  | DNP  |
| PGA Championship  | DNP  | DNP  |

| Tournament        | 2000 | 2001 | 2002 | 2003 | 2004 | 2005 | 2006 | 2007 | 2008 | 2009 |
| ----------------- | ---- | ---- | ---- | ---- | ---- | ---- | ---- | ---- | ---- | ---- |
| Masters           | DNP  | DNP  | DNP  | DNP  | T17  | CUT  | DNP  | DNP  | DNP  | DNP  |
| US Open           | DNP  | DNP  | DNP  | T5   | CUT  | DNP  | DNP  | DNP  | CUT  | DNP  |
| Open Championship | CUT  | CUT  | CUT  | T6   | CUT  | T52  | DNP  | DNP  | T19  | T70  |
| PGA Championship  | DNP  | DNP  | DNP  | CUT  | T17  | T34  | DNP  | DNP  | T24  | DNP  |

| Tournament        | 2010 | 2011 | 2012 | 2013 |
| ----------------- | ---- | ---- | ---- | ---- |
| Masters           | DNP  | DNP  | T19  | T25  |
| US Open           | DNP  | T14  | T15  | CUT  |
| Open Championship | DNP  | T16  | T54  | T44  |
| PGA Championship  | CUT  | CUT  | T36  |      |

DNP = nicht teilgenommen

CUT = Cut nicht geschafft

„T“ geteilte Platzierung

Grüner Hintergrund für Siege

Gelber Hintergrund für Top 10